# Боровница (Словенија)
Боровница (словен. Borovnica) је град и управно средиште истоимене општине Боровница, која припада Средњесловенској регији у Републици Словенији.
По попису становништва из 2021. године насеље Боровница имало је 2.714 становника.